# 漂浮太阳能

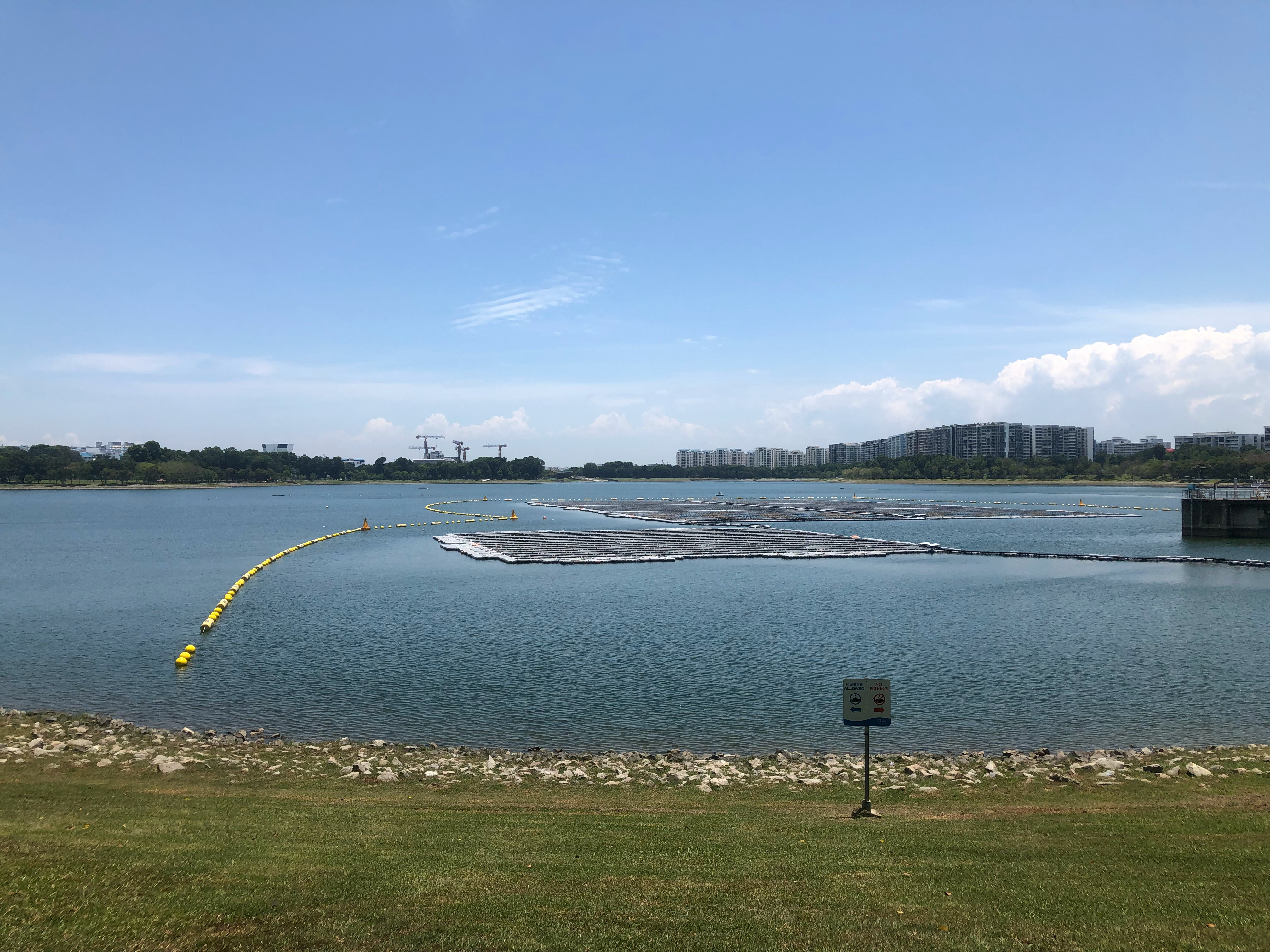
新加坡勿洛蓄水池的漂浮太阳能

漂浮太阳能或漂浮光伏是指将太阳能电池板阵列安装在漂浮于水面的基台上。
这项技术还处在早期应用阶段，但呈指数型增长态势。从2008年到2014年，最初的20个漂浮光伏电站的装机容量只有十几个KW，且累计装机容量只有10MW。到2018年，全球累计装机容量已经达到1.3GW，翻了100倍。韩国政府在2019年7月宣布将于2020下半年开始建设一个容量高达2.1GW的漂浮光伏项目，该项目位于新万金海堤内，完工后的装机容量将是目前最大漂浮光伏项目的14倍。

## 技术特点

### 優點
1. 增加效率: 漂浮光伏天然拥有一个水降温系统，保守估计可以增加5%的电量产出，在炎热气候条件下，可能达到10%-15%。儲水庫等開放的理境保證了风速，有助于光伏板降温。[5][6]
2. 无需占用土地: 除电柜和电网连接外，漂浮太阳能无需占用土地，[7][6]
3. 面積利用率高: 由於不用預留地方作管理、維修時用的通道，漂浮光伏之間可以互相緊貼，相对地面光伏更紧凑。
4. 易於建設及移除: 由於浮動在水面，没有安裝在陸上所需的固定结构，可以一整列移動，建造和停运都工程也很簡便。
5. 易於尋得適合地點: 大城市發展密度高，多難以找到土地適合建議太陽能發電設施，但大城市多會有例如水塘等適合佈置漂浮太阳能的儲水設施。[6]
6. 電力傳輸距離短: 由於水塘等儲水設施為方便供水所以不會過於遠離市區，這這類地點佈置漂浮太阳能的話，輸電距離也就不會很遠，不助降低輸電系統的成本及輸電時的電力損耗。[6]
7. 节省水资源和改善水质: 光伏板的遮盖可以减少陽光及風吹導致的水份的蒸发。这个结果依赖于气候条件和覆盖的水面积比例。 在像澳大利亚这样的干旱气候里面，这是一个很重要的优点，因为可以减少80%的水蒸发，这意味着1万平方米的水塘一年可减少2万立方米的水分蒸发。如果该水塘用于农业灌溉，这个特点就非常有用了。[8][9] [5][6]
8. 环境控制: 漂浮光伏遮盖了阳光，從而减少藻类的繁殖，有助改善水质。[5][6]

### 缺點
1. 成本較高: 因為需要有浮力裝置，漂浮光伏的製造成本相对地面光伏成本高20%至25%。[7]
2. 減少水中含氧量: 因為阻擋了陽光，這會減少了水中含氧量，影響魚類及其他水中生物。[6]

## 历史
美国、丹麦、法国、意大利和日本公民首先注册了漂浮光伏的一些专利。
2007年，日本在愛知縣建成了全球首都漂浮太阳能發電場。
2008年2月，意大利第一个关于漂浮光伏的专利注册。
2015年，日本在7個月內建造了兩個漂浮太阳能發電場，提供達2.9MW電力。
2017年，香港分别在石壁水塘和船湾淡水湖安装了100KW的小型浮动光伏系统供電給水塘內部使用。
2022年，最大的漂浮光伏發電場是位于中国德州市，發量320MW。
下图显示了全球漂浮光伏的安装增长情况，数据来自世界银行的“Where Sun Meets Water : Floating Solar Market Report - Executive Summary (English)”。

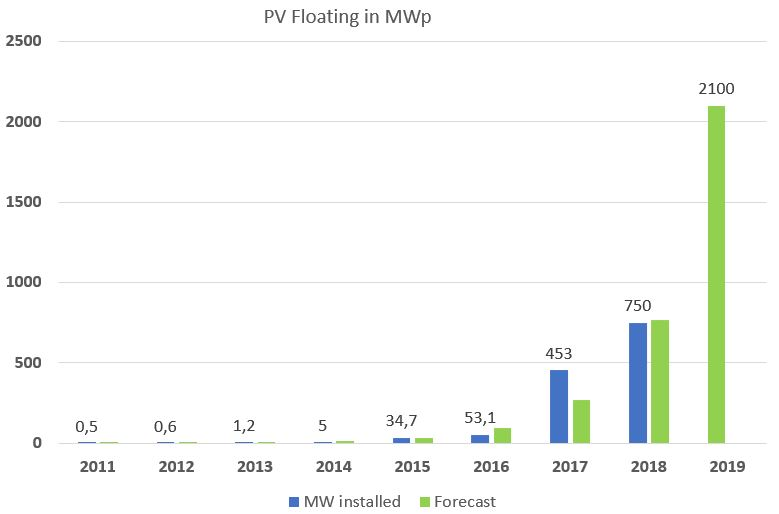
全世界的装机容量(MW)

## 水电和光伏联合发电
水电和漂浮光伏联合发电还处于早期阶段，只在葡萄牙的一个水库装有一个218kw的小型漂浮光伏系统，但全球有一些大型的项目正在讨论或计划实施。世界上最大的水电和光伏联合发电系统是中国青海省的龙羊峡水电站和30公里外的地面光伏电站，光伏装机容量达到了850MW。因为水力发电容易调节，水电可选择在清晨和晚上发电，而在光伏发电量大的时候减少或停止发电，这样所有的电力都可以被电网吸收。水光联合发电还有一定的季节互补效应，在雨季光伏的发电量会少一些，而可供发电的水量大一些，在旱季则正好相反。根据芬兰拉彭兰塔理工大学的一项研究，全球水电站的水库面积总和达到了26.57万平方公里，只要利用其中25%的水库面积，即可安装4400GW的漂浮光伏系统，并且每年发电6.27万亿度电，这已经超过了水电站发出的2.51万亿度电。另外漂浮光伏每年还可以减少740亿立方米的水蒸发，大概可以增加6.3%的水电。

## 海上漂浮光伏
尽管在海上安装漂浮光伏会面临更大的风和海浪的挑战，但全球也出现了少数的案例。马尔代夫用海上漂浮光伏为某些旅游点供电，挪威则用来为一个大型渔场供电。一家公司宣布将在新加坡建造装机容量为5MW的海上漂浮光伏。

## 潜力
据美国国家可再生能源实验室的研究报告，仅美国27%的已确定适合安装漂浮光伏的水面就可以满足将近10%的美国电力需求。大型水力发电站都会造就一个大型的水库，理论上都可以用来安装漂浮光伏，并且只需覆盖少量的水面就可以产生出和水电站峰值一样的发电量。例如埃及的阿斯旺大坝，水库面积达到了5千平方公里，只需在1%的水库表面安装光伏，就可以产生出和阿斯旺大坝一样的电量。据世界银行估计，全球人造水库面积总计为40.44万平方公里，利用其中的10%的面积安装光伏，装机容量可达4044GW。而截至2018年底，全球累计光伏装机容量是502.5GW。
2023年，一份在自然-永續性雜誌發表的研究報告指出，全球114,555水塘，若當中30%的面積安設漂浮太阳能，潛在發電量達每年9,434 ± 29 TWh。而因為加設漂浮太阳能裝置而減少的飲用水蒸發足以滿足3億人的需要。因為水塘的地點離人口密集地區不會過遠，而且多已有現存的供電綱絡，有相當可行性，估計到2026年，全球浮太阳能將達4.8GW。

## 度电成本
2018年交付的漂浮光伏项目成本大部分处于0.8-1.2美金之间，依照项目的地点、水体的深度、深度的变化幅度和项目的大小，成本的变化很大。漂浮光伏的造价相对地面光伏要高出18%，不过更大的发电量有助于降低度电成本。

## 挑战
目前漂浮光伏还存在下面的一些挑战。
1. 相对于陆基光伏，漂浮光伏缺乏健全的跟踪记录，大型的项目目前只有4年的历史。
2. 目前漂浮体所用的材料一般是高密度聚乙烯，已经用于饮用水管道，不会降解或污染水源，但是这还需要进一步的验证。
3. 如何保障电气部分在水上的安全运行、漂浮件的锚固和系泊等。
4. 水生物污染。
5. 维护困难，一般要用船才能靠近，水下的锚固件检视可能要用到潜水员。
6. 一般的漂浮体只有5-10年的质保。

## 备注
1. ↑  K. Trapani and M. R. Santafe. . Prog. Photovolt: Res. Appl. 2014.
2. ↑  . cleantechnica.com. 2019-06-29  [2019-06-30]. （原始内容存档于2021-02-04） （英语）.
3. ↑  Emiliano Bellini. . pv-magazine.com. 2019-07-19  [2019-07-23]. （原始内容存档于2021-02-03） （英语）. The Korean government stressed the project will be 14 times larger than the world's largest floating project, which is a 150 MW plant under construction located in Huainan City, in China's Panji District.
4. ↑  . bloombergenvironment.com. 2019-07-22  [2019-07-23]. （原始内容存档于2019-07-23） （英语）. The solar plant will be built inside the Saemangeum seawall in Jeonbuk province and will supply power to about 1 million households, with a combined capacity of 2.1 gigawatts.
5. 1 2 3 4 5 6 7 8 9   (PDF). 世界银行. 2019-06-13  [2019-07-02]. （原始内容存档 (PDF)于2019-07-23） （英语）.
6. 1 2 3 4 5 6 7  .   [2023-04-15]. （原始内容存档于2023-05-06）.
7. 1 2  R. Cazzaniga, M. Rosa-Clot, P. Rosa-Clot and G. M. Tina. . Thermal Energy Science. 2018.
8. ↑  Taboada, M.E.; Cáceres, L.; Graber, T.A.; Galleguillos, H.R.; Cabeza, L.F.; Rojas, R. . Renewable Energy. 2017, 105: 601–615. ISSN 0960-1481. doi:10.1016/j.renene.2016.12.094.
9. ↑  Hassan, M.M. and Peyrson W.L. . Earth and environmental science.  [2016].
10. ↑  M. Rosa-Clot and P. Rosa-Clot. . Italy Patent PI2008A000088. 2008.
11. ↑  .   [2023-04-16]. （原始内容存档于2023-04-20）.
12. ↑  . 香港水务署.   [2019-01-28]. （原始内容存档于2021-01-24） （中文（香港））.
13. ↑  .   [2023-04-15]. （原始内容存档于2023-07-13）.
14. ↑  . escn.com.cn. 2017-09-06  [2019-01-28]. （原始内容存档于2019-06-05） （中文（中国大陆））.
15. ↑  . ScienceDirect. 2018-11  [2019-02-10]. （原始内容存档于2021-02-04） （英语）.
16. ↑  . pv-magazine.com. 2018-11-09  [2019-01-27]. （原始内容存档于2020-10-31） （英语）.
17. ↑  Robert S., Spencer*; Jordan Macknick, Alexandra Aznar, Adam Warren, and Matthew O. Reese. . 2018-12-11  [2019-01-27]. （原始内容存档于2019-06-14）. FPV systems covering just 27% of the identified suitable water bodies could produce almost 10% of current national generation.
18. ↑  . cleantechnica.com. 2018-12-30  [2019-01-27]. （原始内容存档于2021-01-26） （英语）.
19. ↑   (PDF). solarpowereurope.org.   [2019-01-27]. （原始内容存档 (PDF)于2020-09-25） （英语）.